# 高法澄
高法澄，隋朝末年唐朝初年民变领袖，广州番禺县（今广东省广州市番禺区）人。
隋朝末年，高法澄和新州新兴县（今广东省新兴县）的洗宝彻等杀害隋朝官吏。高法澄据广州，洗宝彻据新州，归附林士弘。汉阳郡太守冯盎率军将高法澄和洗宝彻击败，番禺、新兴成了冯盎的势力范围。